# Jaka Marolt
Pour les articles homonymes, voir Marolt.
Jaka Marolt, né le 21 septembre 2005, est un coureur cycliste slovène. Il est membre de l'équipe Factor Racing.

## Biographie

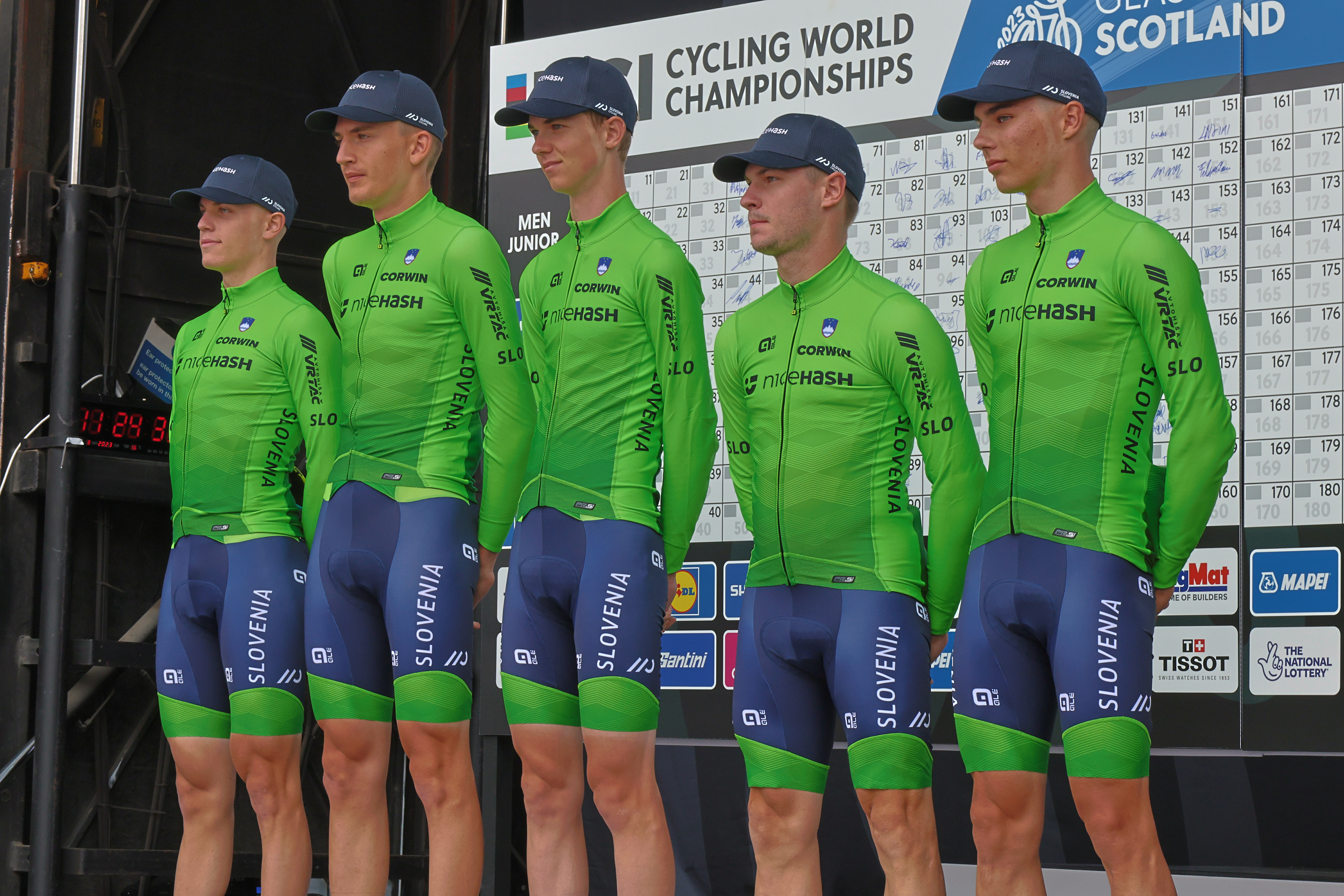
Présentation de l'équipe nationale de Slovénie lors des championnats du monde juniors de 2023. De gauche à droite : Erazem Valjavec, Jaka Marolt, Jakob Omrzel, Marcel Skok et Žak Eržen.

Jaka Marolt a été formé au KK Završnica, un club implanté à Žirovnica. Il poursuit ensuite sa progression au sein d'une structure cycliste basée à Kranj. Dans les rangs juniors, il obtient diverses places d'honneur aux championnats de Slovénie. Il termine également troisième d'une étape du Giro della Lunigiana en 2023. La même année, il représente son pays aux championnats d'Europe et aux championnats du monde. 
Pour ses débuts espoirs, il intègre l'équipe continentale Sava Kranj en 2024. Avec cette formation, il finit deuxième du Tour de Serbie, ou encore septième de Belgrade-Banja Luka et du GP Gorenjska. Il obtient par ailleurs de bons résultats lors des championnats de Slovénie sur piste en terminant deuxième de la poursuite individuelle, mais aussi premier de la poursuite par équipes, aux côtés de plusieurs coéquipiers. 
Au printemps 2025, il s'impose en solitaire sur le Grand Prix Vorarlberg, après un début de saison perturbé par des problèmes de santé. Il s'agit de sa première victoire acquise sur une compétition inscrite au calendrier de l'UCI. Quelque temps plus tard, il se classe quatrième de la dernière étape de l'Orlen Nations Grand Prix.

## Palmarès sur route

### Par année
- 2022
  - 2e du championnat de Slovénie du contre-la-montre juniors
- 2023
  - 2e du championnat de Slovénie du critérium juniors
  - 2e du championnat de Slovénie sur route juniors
  - 3e du championnat de Slovénie du contre-la-montre juniors
- 2025
  - Grand Prix Vorarlberg
  - 2e du championnat de Slovénie sur route espoirs
  - 2e du championnat de Slovénie sur route

### Classements mondiaux
| Année                                 | 2024 |
| ------------------------------------- | ---- |
| Classement mondial                    | 887e |
| UCI Europe Tour                       | 816e |
|                                       |      |
| Légende : nc = non classéSource : UCI |      |

## Palmarès sur piste
- 2024
  -  Champion de Slovénie de poursuite par équipes (avec Matic Žumer, Mihael Štajnar et Maj Flajs)[4]
  - 2e du championnat de Slovénie de poursuite[4]